# Wieże Królewskie
Wieże Królewskie (szw. Kungstornen) – dwie bliźniacze wieże znajdujące się w Sztokholmie.
W 1915 roku Sven Wallander zaprezentował projekt przebudowy centrum Sztokholmu. Zbudowano wiadukt nad ulicą obecnie noszącą nazwę Kungsgatan, a kilka lat później dodano Wieże Królewskie.
Północna wieża, zaprojektowana w stylu neoklasycystycznym przez Wallandera. Południową wieżę zaprojektował zaś Ivar Callmander. Przez pewien czas na szczycie znajdowała się restauracja, lecz obecnie obie wieże są przeznaczone pod biura. Obie wieże mają po 17 kondygnacji i 60 metrów.